# Sœurs de sang (Richelle Mead)
Sœurs de sang (titre original : Vampire Academy) est le premier livre de la série Vampire Academy, écrit par l'auteur américaine Richelle Mead. 
En 2008, Sœurs de sang se classe 4e des romans préférés de l'année par les adolescents après Hésitation de Stephenie Meyer, Harry Potter et les Reliques de la Mort de J. K. Rowling, et Journal d'un dégonflé de Jeff Kinney. La série Vampire Academy fait également partie des best-sellers du New York Times.
Ce livre raconte la vie de Rosemarie Hathaway, 17 ans, communément connue sous le nom de Rose, une dhampire, ainsi que de sa meilleure amie Moroï, la princesse Vasilisa Dragomir, dite « Lissa ». Rose est liée à Lissa depuis qu'elle a été ramenée à la vie par cette dernière qui est dotée d'un pouvoir de guérison.
Il a été adapté au cinéma en 2014 par le réalisateur Mark Waters sous le titre de Vampire Academy.

## Résumé
Rose Hathaway et la princesse Moroï Vasilisa « Lissa » Dragomir sont ramenées à leur académie, Saint-Vladimir, après avoir vécu deux ans seules parmi les humains. À leur retour, le gardien Dimitri Belikov, jusque-là à la tête de l'équipe de gardiens chargés de les retrouver, devient le gardien officiel de Lissa. Sentant le potentiel de Rose, et afin de lui permettre de rattraper les années de formation qu'elle a perdues, il se propose de devenir son mentor. Il croit aussi que Rose peut devenir une excellente gardienne pour Lissa grâce au lien psychique très rare qui les unit. Ce dernier permet en effet à Rose de connaître les émotions de Lissa, ses pensées et de voir à travers ses yeux. 
Rose accepte que Dimitri devienne son mentor car c'est la condition sine qua non pour rester à l'académie et obtenir son diplôme de gardienne pour protéger Lissa. Bien que les deux meilleures amies retombent dans le quotidien de l'académie, Rose remarque que Lissa a perdu son statut social parmi les Moroï présents à cause de leur fugue. Rose et Lissa décident donc de fréquenter la "cousine" de Lissa, Natalie Dashkov, qui est la fille de Victor Dashkov, un Moroï malade et mourant. Dès leur premier jour à l'académie, elles constatent qu'une étudiante Moroï, Mia Rinaldi, qui sort avec Aaron, l'ex de Lissa, éprouve une rancune contre Lissa, et par extension, contre Rose. Mia ne laisse passer aucune occasion de se moquer ou d'insulter Lissa. Toutefois, Rose ne la laisse pas faire et la menace de représailles afin de l'éloigner de Lissa.
Lissa se rapproche de Christian Ozéra, à la grande colère de Rose, toujours très protectrice vis-à-vis de son amie. En effet, les parents de Christian ont choisi de se transformer en Strigoï (vampires morts-vivants) afin d'obtenir l'immortalité, mais ils ont été tués par la suite par des gardiens. Rose se méfie ainsi de Christian en raison de son passé familial. D'ailleurs, nombreux sont ceux qui croient que Christian est prêt à se transformer en Strigoï, ce qui est en réalité faux. D'après Rose, "sa façon de s'habiller et son caractère" laissent aussi à désirer, mais elle est surtout jalouse de l'intérêt que Lissa porte à Christian. Rose commence à tomber amoureuse de son mentor Dimitri.
L'ambiance se dégrade encore quand Lissa trouve des animaux morts dans sa chambre ainsi que des lettres de menaces. Elle commence à déprimer et à s'automutiler. On découvre que, même si elle ne s'est pas spécialisée dans un des éléments (Air, Eau, Feu et Terre), elle a la capacité miraculeuse de guérir, ce qu'avaient découvert Rose et une professeur nommée Mme Karp deux ans plus tôt. Rose découvre que ce don est d'ailleurs partagé par Mme Karp, qui est alors placée dans une institution psychiatrique. Lissa possède en fait le pouvoir du cinquième élément, l'Esprit. Mais cet élément pourrait bien s'avérer dangereux pour elle et pour Rose. C'est l'accident qui a coûté la vie à sa famille, conjugué à sa dépression croissante, qui avaient poussé Rose et Lissa à s'enfuir dans le monde des humains deux ans auparavant.
Alors que Rose assiste au service dominical, elle entend que le Saint Moroï St. Vladimir pouvait lui aussi guérir les gens et qu'il a souffert d'une certaine forme de dépression. En outre, il était protégé par sa fidèle compagne qui avait reçu "le baiser de l'ombre", Anna, avec laquelle il partageait un lien particulier. Au retour d'une virée shopping avec Lissa, Victor et Natalie, Rose a un accident. Elle tombe d'un banc et se casse la cheville. À son réveil, Dimitri lui dit qu'elle a guéri d'une façon miraculeuse, et que c'est Lissa qui l'a guérie. Rose se glisse dans la tête de Lissa et constate que cette dernière est en train de s'infliger des coupures. Rose panique et décide de se confier à Dimitri, ce qui va légèrement brouiller les deux amies car Lissa voulait que personne ne le sache et se sent trahie par Rose. Mia apprend cet incident et en profite pour insulter Lissa. Rose vole une fois de plus au secours de Lissa et brise le nez de Mia. Lissa s'enfuit, Rose essaye de la rattraper, mais elle est retenue par des gardiens. Elle est incapable de la suivre. Elle demande à Christian de courir rattraper Lissa. Un peu plus tard, Rose se glisse dans la tête de Lissa et constate avec horreur que celle-ci est en train de se faire enlever par des gardiens qu'elle ne connaît pas. Elle court prévenir Dimitri. Mais elle se sent attirée sexuellement par lui, une attirance provoquée par quelque chose d'étrange : un sort caché dans un médaillon. On apprend plus tard que Victor avait ensorcelé le médaillon avec un charme qui provoque la convoitise des gens. Rose découvre aussi grâce à son lien que c'est Victor qui a enlevé Lissa afin d'utiliser son pouvoir de guérison pour le soigner de sa maladie mortelle. On apprend aussi que Natalie est celle qui tuait des animaux et les mettait dans la chambre de Lissa. Elle est aussi à l'origine des lettres de menaces. On découvre enfin que Lissa s'est spécialisée dans le cinquième élément, l'Esprit, qui est un élément rare. Son don a ressuscité Rose qui était morte dans un accident. Lissa l'a ressuscitée inconsciemment, la ramenant d'entre les morts, et a créé ainsi leur lien. Utiliser la guérison, et donc l'Esprit, était ce qui causait la dépression de Lissa. Celle-ci est sauvée des mains de Victor par une équipe de gardiens, par Dimitri, Christian et Rose. À son retour, Victor, qui est enfermé à la prison de l'académie, convainc Natalie de se transformer en Strigoï pour qu'elle le libère. Elle blesse Rose, qui rendait visite à Victor, mais elle est tuée par Dimitri. Victor révèle à Rose que le charme du médaillon n'aurait jamais fonctionné s'il n'y avait pas déjà des sentiments entre elle et Dimitri. Rose croit que Victor ment car Dimitri lui a assuré qu'il ne ressentait rien pour elle. Ce dernier lui avoue quand même qu'il est attiré par elle mais qu'ils ne peuvent pas être ensemble à cause de leur différence d'âge (7 ans) et parce qu'ils seront tous les deux les gardiens de Lissa, que leur priorité doit être de la protéger et qu'ils ne peuvent pas se laisser distraire par leur amour.

## Personnages
Rosemarie “Rose” HathawayRose a dix-sept ans, elle est mi-vampire mi-humaine (Dhampir). C'est le personnage principal de la série Vampire Academy et c'est la meilleure amie de la Princesse Lissa Dragomir. Elle dispose d'une connexion à sens unique avec Lissa lui permettant de lire ses pensées, ses sentiments et de voir à travers ses yeux. Sarcastique et l'esprit vif, Rose suit une formation pour devenir la gardienne de Lissa et la protéger. Rose a les yeux noirs, des cheveux brun foncé et la peau légèrement bronzée. Elle a un corps d’athlète mais pulpeux (ce qui provoque l'envie des filles minces Moroï). Rose est habituellement impulsive et préfère le combat physique à la discussion.
Vasilisa “Lissa” DragomirElle a aussi dix-sept ans. C'est une princesse Moroï. Elle est la meilleure amie de Rose Hathaway. Lissa est la dernière vampire de sa lignée royale, les Dragomir, ce qui lui confère le titre de princesse. Sa famille est décédée dans un accident de voiture quand elle avait quinze ans. Lissa est décrite comme angélique, aux cheveux platines, longs et blonds, aux yeux verts de jade. Elle est mince, ce qui est une des caractéristiques des Moroï. Avant qu'elle ne quitte l'Académie elle sortait avec Aaron, que Mia Rinaldi a commencé à fréquenter après la fugue de Lissa et Rose. Lissa est généralement perspicace et raisonnable (à cause de sa tendance à toujours vouloir aider). C'est aussi une personne très compatissante.
Dimitri BelikovIl est âgé de vingt-quatre ans. C'est un Dhampir d'origine russe, assigné à être gardien de Lissa avec Rose. Dimitri a un accent russe et il aime les vieux romans occidentaux. Il est décrit comme quelqu'un de grand. Il a les yeux bruns, des cheveux brun foncé jusqu'au menton et la peau bronzée. Il est parfois décrit comme un «Dieu», se référant à sa réputation comme l'un des gardiens les plus «durs à cuire». Il propose d'encadrer et de former Rose après leur retour à l'académie. Il est décrit comme sérieux, dévoué et légèrement asocial, préférant la compagnie de ses romans occidentaux plutôt que celle des gens. Il aime beaucoup les cheveux de Rose et nie ses sentiments pour elle.
Christian OzéraIl est mal vu par la société Moroï, à cause de ses parents qui sont devenus volontairement des Strigoï. Il s'agit d'un Moroï royal qui éprouve des idées radicales à propos de la lutte contre les Strigoï. Il se spécialise dans la magie du feu. Il est décrit comme étant grand, avec des cheveux noirs et des yeux bleu cristal.
Mason AshfordC'est un Dhampir qui est l'un des meilleurs amis de Rose et c'est aussi un gardien novice comme elle. Il est intéressé par elle mais Rose préfère le voir comme un ami, ce qui ne l'empêche pas de flirter souvent avec lui.
Mia RinaldiC'est une Moroï non royale (roturier) . Mia éprouve de la rancune contre Lissa (à cause de son frère ) , et par extension, contre Rose. Elle est décrite comme ayant les joues rondes et les cheveux blonds bouclés qui lui donnent une apparence très jeune et presque de poupée, ce dont se sert souvent Rose pour se moquer d'elle.
Victor DashkovC'est un Moroi royal qui souffre de la maladie de Sandovsky. Il est le père de Natalie et était un ami très proche du père de Lissa. En raison de sa maladie, il n'a aucune chance de devenir le roi des Moroï. C'est un individu très respecté et apprécié par Lissa. C'est lui qui enlève Lissa afin de pouvoir utiliser son pouvoir de guérison pour se soigner.
Natalie DashkovC'est une Moroï royale avec des cheveux de jais et les yeux vert émeraude. Elle est la fille de Victor Dachkov, amie et « cousine » de Vasilisa Dragomir. Elle est spécialisée dans le pouvoir de la Terre.

## Suite
La suite de Sœurs de sang est Morsure de glace.

## Adaptation
Sœurs de sang a été adapté au cinéma par le réalisateur Mark Waters. Le film est sorti au cinéma aux États-Unis le 7 février 2014 et en France le 5 mars 2014 sous le titre de Vampire Academy avec Zoey Deutch dans le rôle de Rose Hathaway et Lucy Fry dans celui de Lissa Dragomir. 